# GECT Arrabona
Le GECT Arrabona est un groupement européen de coopération territoriale créé le 7 juin 2011.

## Sources

## Compléments